# LG1
LG1 — 105-мм гаубица производства французской компании Nexter.

## Описание
Гаубица LG1 представляет собой орудие калибра 105 миллиметров с длиной ствола 30 калибров (3100 мм). Масса орудия составляет 1650 кг. Благодаря небольшой массе может буксироваться любым грузовиком и средним вертолётом типа Ми-8, Super Puma, UH-60. Также может десантироваться при наличии парашютной системы с военно-транспортного самолёта типа Ан-12, C-130, Ил-76. Скорострельность — 12 выстрелов в минуту. Живучесть ствола около 7000 выстрелов. Максимальная дальность ведения огня при использовании снарядов с донным газогенератором G3 составляет 17 км.
Версия Mk.3 оснащена портативным баллистическим компьютером BACARA.

## Операторы
- Бельгия: Сухопутные войска — 14 единиц[1]
- Канада: Сухопутные войска — 28 единиц[1]
- Колумбия: Сухопутные войска — 20 единиц по состоянию на 2009 год.[3][4]
- Индонезия: Корпус морской пехоты — 20 единиц[1]
- Малайзия: Сухопутные войска — 18 единиц LG1 Mk.3 по состоянию на 2020 год.[2]
- Саудовская Аравия — 20 единиц.[5]
- Таиланд:
  - Сухопутные войска — 24 единицы[1]
  - Корпус морской пехоты — 30 единиц[1]